# Grafton, Illinois
Grafton är en ort i Jersey County i Illinois. Vid 2010 års folkräkning hade Grafton 674 invånare.

## Kända personer från Grafton
- Lambert Redd, friidrottare